# Cristo deriso (Giotto)
Cristo deriso è un affresco (200x185 cm) di Giotto, databile al 1303-1305 circa e facente parte del ciclo della Cappella degli Scrovegni a Padova. È compreso nelle Storie della Passione di Gesù del registro centrale inferiore, nella parete destra guardando verso l'altare.

## Descrizione e stile
Dopo essere stato arrestato e giudicato, Gesù è incoronato di spine, deriso e flagellato dagli sgherri dei sommi sacerdoti. La scena, ambientata in una stanza in prospettiva intuitiva, mostra Cristo seduto a sinistra che sopporta, con sofferenza ma anche rassegnazione, le offese che gli vengono fatte, tirandogli i capelli e la barba, colpendolo con le mani e con bastoni, deridendolo. Nonostante questo Cristo è raffigurato in tutta la sua regalità, coperto da un mantello ricamato d'oro.
A destra compare Pilato che indica la scena conversando coi sacerdoti. Particolarmente riuscita è la figura del moro, di notevole realismo, che Roberto Salvini paragonò addirittura alla serva nell'Olympia di Manet.